# Viktorijin otok
Viktorijin otok (angleško Victoria Island, francosko Île Victoria, inuitsko Kitlineq) je eden od kanadskih arktičnih otokov na severu Kanade, del zveznih ozemelj Nunavut in Severozahodni teritoriji. Od kopenskega dela Kanade ga ločujeta Deaseov preliv na vzhodu in preliv Dolphin and Union na zahodu. S površino 217.291 km² je drugi največji kanadski otok in osmi največji otok na svetu. Ima razgibano obalo s številnimi ozkimi zalivi, površje pa tvori tri različne regije: nižavje na jugovzhodu, ki zavzema večji del otoka, višavje na severu in visoka planota na severozahodu.
Otok je leta 1838 odkril kanadski arktični raziskovalec Thomas Simpson (1808–1840) in ga poimenoval po Viktoriji, takratni kraljici Združenega kraljestva. Zaradi odročne lege otoka živi na površini, primerljivi s površino Velike Britanije, manj kot 2000 prebivalcev (podatek za leto 2006). Poselitev je skoncentrirana v naseljih Cambridge Bay (Ikaluktutiak) na vzhodu in Holman (Uluqsaqtuuq) na zahodu.